# Ricardo Flores Magón, San Andrés Tuxtla
Ricardo Flores Magón är en ort i Mexiko.   Den ligger i kommunen San Andrés Tuxtla och delstaten Veracruz, i den sydöstra delen av landet, 400 km öster om huvudstaden Mexico City. Ricardo Flores Magón ligger 173 meter över havet och antalet invånare är 372.
Terrängen runt Ricardo Flores Magón är kuperad åt nordost, men åt sydväst är den platt. Runt Ricardo Flores Magón är det ganska tätbefolkat, med 111 invånare per kvadratkilometer. Närmaste större samhälle är San Andres Tuxtla, 8,7 km nordost om Ricardo Flores Magón. Omgivningarna runt Ricardo Flores Magón är en mosaik av jordbruksmark och naturlig växtlighet.